# 人見元基
人見 元基（ひとみ げんき、1957年10月1日 - ）は、日本のロック歌手、高等学校英語教諭。本名は人見 典明（ひとみ のりあき）。デビュー当時は平仮名で「ひとみげんき」と名乗っていた。この芸名は小山ゆうの漫画「がんばれ元気」の主人公「堀口元気」に由来する。
東京外国語大学卒業、早稲田大学理工学部軽音楽サークル「ロッククライミング」出身。海外でも評価が高く、VOWWOW在籍時は「ミュージシャン・ユニオン」の加入を認められた。

## 略歴
東京外国語大学在学中、早稲田大学理工学部の軽音楽サークル「ロッククライミング」で音楽活動を展開。
ハードロックバンドのボーカルのほか、テクノバンドのドラマーとして活動していた。
大学サークル外で出会った元カルメン・マキ&OZのメンバーらとバンド・NOIZでキャリアをスタート。当時は平仮名表記で「ひとみげんき」。1981年に初ライブ。1983年5月、セルフタイトルのアルバムを発表するも1年で解散。
NOIZ解散後、アルバムに参加していた厚見れい（後の厚見玲衣）の誘いで1984年1月にBOWWOW（5月にVOW WOWに改称）へ加入、それを機に漢字表記の「人見元基」に改める。
1990年、VOW WOW解散後は第一線を退き、塾講師を経て千葉県立松戸六実高等学校に英語教師として教壇に立つ。教職者として教鞭を執る一方で年に数回程度大谷令文や湯川トーベンらかつてのミュージシャン仲間を集めてライブ等の音楽活動を行っている。
友人ミュージシャンのCDの参加時は「GENKI」のクレジット名で活動。サインも従来のフルネームではなく「GENKI」とだけ表記している。
NHKのなんでもQ（むしむしQ/あにまるQ/むしまるQ/むしまるQゴールド）を歌った時期もある。
第一線を退く理由として「コマーシャルな世界では歌いたくない」としていたが2009年以降、不定期でVOWWOWのメンバーとして活動、2024年6月には新美俊宏の1周忌にも参加している。
2024年6月、プロ入り宣言をしている。

## ヴォーカル・スタイル
ライブにおいてもCDの迫力を損なわない豊富な声量、様々なレンジで力強く歌いあげる幅広い声域、音域を問わず掛けられる深さと速さを兼ね備えたビブラート、ナチュラル・ディストーションの効いたシャウト唱法を中心に据えた抜群の歌唱力を誇り、流暢な英語の発音とソウルフルな表現力をも兼ね備える「日本人離れした実力派シンガー」として、イギリスを始め海外の評価も高い。
日本における知名度は高くないが、一部のHR/HM愛好家の間で「日本史上最高のロックボーカリスト」として評価された。
VOW WOW時代に人見はハード・ロック、ヘヴィ・メタルのボーカリストとして活躍する状況に不満があった訳ではないが、自身が「ヘヴィメタル･シンガー」とカテゴライズされることや、実力よりも上下関係に拘る日本のヘヴィメタル業界が持つ体育会系体質に関して不満を述べていた事があった。
明石昌夫は、上手いと思うシンガーに人見と語っている。
明石昌夫は、1996年のRock'n Roll Standard ClubのCOMMUNICATION BREAKDOWN、MOVE OVERにおいて、松本孝弘、人見と共演している。

## 人物
他のヴォーカリストとよく喧嘩していたと言われるが、その理由について、キーボーディストの難波弘之が本人から聞いた話として、ギタリストが好きなフレーズについて話しているのと同じように歌の話をしたいのに、「他のヴォーカリストとは全然共通の話題がなくて話ができない」「（他の）ヴォーカリストはヴォーカルを音楽の楽器の一部として聞いていない」ことに腹を立てて口論になると述べていた。

## ディスコグラフィ
VOW WOW時代についてはVOW WOWの項を参照。
- NOIZ - 『NOIZ』（1983年）
- 鳴瀬喜博 - 『STIMULUS』「Under My Feet」（1985年）
- ドン・エイリー - 『K2—栄光と悲劇の物語—』「DEATHZONE/WHITEOUT」（1988年）
- V.A. - 『G.S. I LOVE YOU』「朝まで待てない」「トンネル天国」（1992年）
- 松本孝弘 - 『Rock'n Roll Standard Club』「MOVE OVER」「Communication Breakdown」（1996年）
- V.A. - 『Who do They think We are? -A Tribute to Deep Purple From Japan』「Burn」「Lay Down, Stay Down」「Strange Kind Of Woman」「Lady Double Dealer」（1996年）
- V.A. - 『江戸屋百歌撰丑1997 This is LOVE』「Sound of Ground」共演：桑名晴子（HALKO）。（GENKI名義）（1997年）
- V.A. - 『ATOM KIDS』「ワンダー3」（1998年）
- 柴田直人 - 『Stand Proud! II』「Since I've Been Loving You」（1999年）
- むしまるQゴールド - テレビ番組「なんでもQ」サントラ数枚に収録。曲名は「ぞうがめ」「カキはえいゆう」「ピーター・プランクトン」「いのちのかね」「ELEPHANT TORTOISE〜ぞうがめ英語バージョン」に参加。（GENKI名義）（1999-2000年)
- V.A. - 『Little By Little And Bit By Bit』「Lady Double Dealer」（2003年）
- 大谷令文 - 『RAVEN EYES 2』「Blue & Green」「Somewhere in India」（GENKI名義）（2006年）
- ナニワエキスプレス - 『FRESH DUDE』「The Future Song」「Summer Time」「Situation」（GENKI名義）（2012年）
- 吾妻光良 & The Swinging Boppers - 『Scheduled by the Budget』「Try a Little Tenderness 」（2019年）